# Lista dos deputados provinciais da 2.ª legislatura de Santa Catarina
Lista dos deputados provinciais de Santa Catarina - 2ª legislatura (1838 — 1839).
| Nº | Deputado                                           |
| -- | -------------------------------------------------- |
| 1  | Antônio Francisco da Costa                         |
| 2  | Antônio Joaquim de Siqueira                        |
| 3  | Antônio Manuel do Souto                            |
| 4  | Fernando Gomes Caldeira de Oliveira Fontoura       |
| 5  | Francisco Luís do Livramento                       |
| 6  | Jerônimo Coelho (não tomou posse)                  |
| 7  | João Francisco de Sousa Coutinho                   |
| 8  | João Prestes Barreto da Fontoura (não tomou posse) |
| 9  | José Antônio Rodrigues Pereira                     |
| 10 | José Silveira de Sousa                             |
| 11 | José da Silva Mafra                                |
| 12 | Manuel Paranhos da Silva Veloso                    |
| 13 | Marcos Antônio da Silva Mafra                      |
| 14 | Mariano Antônio Correia Borges                     |
| 15 | Miguel de Sousa Melo e Alvim                       |
| 16 | Polidoro do Amaral e Silva                         |
| 17 | Severo Amorim do Vale                              |
| 18 | Silvério Cândido de Faria                          |
| 19 | Tomás Silveira de Sousa                            |
| 20 | Vicente de Paulo de Oliveira Vilas-Boas            |

| Nº | Suplentes convocados           |
| -- | ------------------------------ |
| 1  | Anacleto José Pereira da Silva |